# PRIDE 1
PRIDE 1 fue el evento inaugural de artes marciales mixtas producido por la empresa PRIDE Fighting Championships, celebrado el 11 de octubre de 1997 en el Tokyo Dome de Tokio, Japón.

## Historia
En 1997, después de que la popular empresa de shoot-style Union of Wrestling Forces International (UWF-i) cerrase sus puertas, su director Nobuhiko Takada contactó con los empresarios Hiromichi Momose, Nobuyuki Sakakibara y Naoto Morishita para formar una promoción de MMA, Kakutogi Revolution Spirits (KRS), con el objetivo de enfrentar a Takada contra el peleador brasileño Rickson Gracie, miembro de la prestigiosa familia de artistas marciales. Este último era ya conocido en Japón por haber derrotado años antes a Yoji Anjo, otro representante de UWF-i, por lo que Takada quería vengarle enfrentando a Rickson. El primer evento de KRS fue llamado PRIDE y estuvo protagonizado por varios de los mejores luchadores de la época.
7 países fueron representados en PRIDE 1. Cuatro de los 14 competidores eran de Japón: Nobuhiko Takada, Akira Shoji, Koji Kitao y Kazunari Murakami. Las otras naciones que vieron ondear sus banderas fueron Estados Unidos, Rusia, Brasil, Trinidad y Tobago, Australia y Croacia.

## Resultados
1. ↑  Kurosawa sufrió una lesión en la rodilla y se rompió los ligamentos cruzados.
2. ↑  Este fue el único combate de kickboxing en el evento.